# Estación de Puerto Lumbreras
Puerto Lumbreras es una estación de ferrocarril situada en el municipio español de Puerto Lumbreras, en la Región de Murcia. Forma parte de la línea C-2 de Cercanías Murcia/Alicante.

## Situación ferroviaria
Se encuentra en la línea férrea de ancho ibérico Murcia-Águilas, pk 10,8 a 332,9 metros de altitud.

## Historia
La estación fue inaugurada el 20 de julio de 1890 con la apertura al tráfico del tramo Lorca-Almendricos de la línea férrea que pretendía unir Lorca con Baza y Águilas. Las obras corrieron a cargo de la compañía de capital inglés conocida como The Great Southern of Spain Railway Company Limited. En 1941 con la nacionalización del ferrocarril en España la estación pasó a depender de RENFE.
Desde el 31 de diciembre de 2004 Adif es la titular de las instalaciones ferroviarias.

## Servicios ferroviarios

### Cercanías
Pertenece a la línea C-2 de Cercanías Murcia/Alicante. Diariamente, tres son los trenes de cercanías en ambos sentidos con parada en la estación. Este número aumenta con la llegada del periodo estival comprendido entre los meses de julio y agosto de cada año. Desde el 28 de septiembre de 2012 y hasta mayo de 2013, debido a unas inundaciones considerables en la zona, el servicio se prestó con autobuses. El trazado entre Lorca y Águilas sufrió importantes daños.